# Heggadihalli, Belur
Heggadihalli là một làng thuộc tehsil Belur, huyện Hassan, bang Karnataka, Ấn Độ.